# التزلج الريفي في الألعاب البارالمبية الشتوية 2018
أقيمت منافسات التزلج الريفي في الألعاب البارالمبية الشتوية 2018 في مركز ألبينسيا للبياثلون، بكوريا الجنوبية. حيث نُظمت الفعاليات العشرين في الفترة من 11 إلى 18 مارس 2018.  فاز الكندي براين ماك إيفر بثلاث ميداليات ذهبية فردية وميدالية برونزية مع الفريق في سباق التتابع، وهي المرة الثالثة له التي يفوز فيها بثلاث ميداليات ذهبية، بإجمالي 13 ميدالية ذهبية و17 ميدالية في مسيرته، مما يجعله المتزلج البارالمبي الأكثر تتويجًا على الإطلاق. 

## الفعاليات
يتضمن البرنامج 20 فعالية. وغالبًا ما تُقسَّم إلى ثلاث تصنيفات (وضعية الجلوس وضعية الوقوف وضُعف البصر). لكل تصنيف من هذه التصنيفات، هناك ثلاث فعاليات للرجال وثلاث فعاليات للسيدات. هناك أيضًا فعاليتان للتتابع تجمعان كل هذه التصنيفات. المتزلجون بوضعية الوقوف هم أولئك الذين يعانون من إعاقة حركية ولكنهم قادرون على استخدام نفس المعدات التي يستخدمها المتزلجون الأصحاء، في حين يستخدم المتزلجون بوضعية الجلوس الزلاجة المقعدية. يتنافس المتزلجون الذين يعانون من إعاقة بصرية بمساعدة مرشد مبصر. ويعتبر المتزلج ذو الإعاقة البصرية والمرشد فريقًا واحدًا، وتمنح لهم ميداليات مزدوجة.
مسابقات الرجال
- سباق سريع 1.1 كم / 1.5 كم (جميع التصنيفات الثلاثة)
- 7.5 كم (وضعية الجلوس) / 10 كم (وضعية الوقوف وضعف البصر)
- 15 كم (وضعية الجلوس) / 20 كم (وضعية الوقوف وضعف البصر)

مسابقات السيدات
- 1.1 كم / 1.5 كم سباق سريع (جميع التصنيفات الثلاثة)
- 5 كم (وضعية الجلوس) / كم7. 5 (وضعية الوقوف وضعف البصر)
- 12 كم (وضعية الجلوس) / 15 كم (وضعية الوقوف وضعف البصر)

سباقات التتابع
- 4 × 2.5 كم تتابع مختلط (مشترك)
- 4 سباقات تتابع مفتوحة لمسافة 2.5 كم (مشتركة)

## جدول المسابقات
وفيما يلي جدول المسابقات لجميع الفعاليات العشرين. 
جميع الأوقات محلية (UTC+9).
| التاريخ        | التوقيت | المسابقة                                                        |
| -------------- | ------- | --------------------------------------------------------------- |
| 11 آذار / مارس | 10:00   | للرجال 15 كلم وضعية الجلوس                                      |
| 11 آذار / مارس | 11:15   | نساء 12 كلم وضعية الجلوس                                        |
| 12 آذار / مارس | 10:00   | للرجال 20 كم حرة بوضعية الوقوف                                  |
| 12 آذار / مارس | 10:25   | للرجال 20 كم حرة ضعاف البصر                                     |
| 12 آذار / مارس | 12:00   | نساء 15 كم حرة ضعاف البصر                                       |
| 12 آذار / مارس | 12:15   | نساء 15 كم حرة بوضعية الوقوف                                    |
| 14 آذار / مارس | 10:00   | للرجال 1.1 كم سباق سريع، بوضعية الجلوس                          |
| 14 آذار / مارس | 10:17   | للسيدات 1.1 كم سباق سريع، بوضعية الجلوس                         |
| 14 آذار / مارس | 10:35   | للرجال 1.5 كم سباق كلاسيكي، بوضعية الوقوف                       |
| 14 آذار / مارس | 10:50   | للسيدات 1.5 كم سباق كلاسيكي، بوضعية الوقوف                      |
| 14 آذار / مارس | 11:10   | للرجال 1.5 كم سباق كلاسيكي، ضعاف البصر                          |
| 14 آذار / مارس | 11:25   | للسيدات 1.5 كم سباق كلاسيكي، ضعاف البصر                         |
| 14 آذار / مارس | 12:00   | للرجال 1.1 كم سبرينت ، نصف النهائي وضعية الجلوس                 |
| 14 آذار / مارس | 12:10   | للسيدات 1.1 كم سبرينت ، نصف النهائي وضعية الجلوس                |
| 14 آذار / مارس | 12:21   | للرجال 1.5 كم سبرينت كلاسيكي ، الدور نصف النهائي بوضعية الوقوف  |
| 14 آذار / مارس | 12:31   | للسيدات 1.5 كم سبرينت كلاسيكي ، الدور نصف النهائي بوضعية الوقوف |
| 14 آذار / مارس | 12:42   | للرجال 1.5 كم سباق كلاسيكي ، نصف النهائي ضعاف البصر             |
| 14 آذار / مارس | 12:52   | للسيدات 1.5 كم سباق كلاسيكي ، نصف النهائي ضعاف البصر            |
| 14 آذار / مارس | 13:06   | للرجال 1.1 كم سبرينت ، نهائي وضعية الجلوس                       |
| 14 آذار / مارس | 13:20   | للسيدات 1.1 كم سبرينت ، نهائي وضعية الجلوس                      |
| 14 آذار / مارس | 13:34   | للرجال 1.5 كم سباق كلاسيكي ، نهائي وضعية الوقوف                 |
| 14 آذار / مارس | 13:48   | للسيدات 1.5 كم سباق كلاسيكي ، نهائي وضعية الوقوف                |
| 14 آذار / مارس | 14:02   | للرجال 1.5 كم سباق كلاسيكي ، ضعاف البصر النهائي                 |
| 14 آذار / مارس | 14:16   | للسيدات 1.5 كم سباق كلاسيكي ، ضعاف البصر النهائي                |
| 17 آذار / مارس | 10:00   | للرجال 10 كم كلاسيكي ضعاف البصر                                 |
| 17 آذار / مارس | 10:15   | للرجال 10 كم كلاسيكي بوضعية الوقوف                              |
| 17 آذار / مارس | 11:45   | للسيدات 7.5 كم كلاسيكي بوضعية الوقوف                            |
| 17 آذار / مارس | 11:55   | للسيدات 7.5 كم كلاسيكي ضعاف البصر                               |
| 17 آذار / مارس | 12:40   | للرجال 7.5 كلم وضعية الجلوس                                     |
| 17 آذار / مارس | 12:55   | للسيدات 5 كلم وضعية الجلوس                                      |
| 18 آذار / مارس | 10:00   | 4 * 2.5 كم تتابع مختلط                                          |
| 18 آذار / مارس | 11:00   | 4 * 2.5 كم التتابع المفتوح                                      |

## ملخص الميداليات

### جدول الميداليات
*   البلد المضيف (مضيف)
| المرتبة | فريق                                   | ذهبية | فضية | برونزية | المجموع |
| ------- | -------------------------------------- | ----- | ---- | ------- | ------- |
| 1       | الولايات المتحدة (USA)                 | 4     | 3    | 2       | 9       |
| 2       | كندا (CAN)                             | 4     | 1    | 5       | 10      |
| 3       | أوكرانيا (UKR)                         | 3     | 2    | 3       | 8       |
| 4       | بيلاروس (BLR)                          | 3     | 2    | 1       | 6       |
| 5       | الرياضيون البارالمبيون المحايدين (NPA) | 2     | 4    | 3       | 9       |
| 6       | فرنسا (FRA)                            | 1     | 1    | 1       | 3       |
| 7       | اليابان (JPN)                          | 1     | 1    | 0       | 2       |
| 8       | كوريا الجنوبية (KOR)*                  | 1     | 0    | 1       | 2       |
| 9       | كازاخستان (KAZ)                        | 1     | 0    | 0       | 1       |
| 10      | ألمانيا (GER)                          | 0     | 3    | 1       | 4       |
| 11      | النرويج (NOR)                          | 0     | 2    | 2       | 4       |
| 12      | السويد (SWE)                           | 0     | 1    | 0       | 1       |
| 13      | النمسا (AUT)                           | 0     | 0    | 1       | 1       |
| 13      | فنلندا (FIN)                           | 0     | 0    | 1       | 1       |
| المجموع | المجموع                                | 20    | 20   | 21      | 61      |

### مسابقات السيدات
| المسابقة          | الفئة        | الذهبية                                                        | الذهبية | الفضية                                                                                   | الفضية  | البرونزية                                                                                | البرونزية |
| ----------------- | ------------ | -------------------------------------------------------------- | ------- | ---------------------------------------------------------------------------------------- | ------- | ---------------------------------------------------------------------------------------- | --------- |
| 1.1 كلم سباق سريع | وضعية الجلوس | أوكسانا ماسترز · الولايات المتحدة                              | 4:06.7  | أندريا إسكاو · ألمانيا                                                                   | 4:08.8  | مارتا زينولينا · الرياضيون البارالمبيون المحايدين                                        | 4:10.4    |
| 1.5 كلم سباق سريع | ضعف البصر    | جوليان إيدلنجر · المرشد [الإنجليزية]: رامان ياتشانكا · بيلاروس | 4:29.9  | ميخالينا ليسوفا · المرشد [الإنجليزية]: أليكسي إيفانوف · الرياضيون البارالمبيون المحايدين | 4:44.0  | أوكسانا شيشكوفا · المرشد [الإنجليزية]: فيتالي كازاكوف · أوكرانيا                         | 4:45.6    |
| 1.5 كلم سباق سريع | وضعية الوقوف | Anna Milenina · الرياضيون البارالمبيون المحايدين               | 5:11.1  | فيلدي نيلسن · النرويج                                                                    | 5:14.2  | ناتالي ويلكي · كندا                                                                      | 5:14.3    |
| 5 كلمs            | وضعية الجلوس | أوكسانا ماسترز · الولايات المتحدة                              | 16:42.0 | أندريا إسكاو · ألمانيا                                                                   | 16:53.5 | مارتا زينولينا · الرياضيون البارالمبيون المحايدين                                        | 17:25.4   |
| 7.5 كلمs          | ضعف البصر    | جوليان إيدلنجر · المرشد [الإنجليزية]: رامان ياتشانكا · بيلاروس | 22:19.3 | ميخالينا ليسوفا · المرشد [الإنجليزية]: أليكسي إيفانوف · الرياضيون البارالمبيون المحايدين | 22:55.6 | كارينا إيدلنجر · المرشد [الإنجليزية]: جوليان إيدلنجر · النمسا                            | 23:22.9   |
| 7.5 كلمs          | وضعية الوقوف | ناتالي ويلكي · كندا                                            | 22:12.2 | إيكاترينا روميانتسيفا · الرياضيون البارالمبيون المحايدين                                 | 22:13.8 | Emily Young · كندا                                                                       | 22:13.9   |
| 12 كلمs           | وضعية الجلوس | كيندال جريتش · الولايات المتحدة                                | 38:15.9 | أندريا إسكاو · ألمانيا                                                                   | 38:43.3 | أوكسانا ماسترز · الولايات المتحدة                                                        | 39:04.9   |
| 15 كلمs           | ضعف البصر    | جوليان إيدلنجر · المرشد [الإنجليزية]: رامان ياتشانكا · بيلاروس | 49:11.7 | أوكسانا شيشكوفا · المرشد [الإنجليزية]: فيتالي كازاكوف · أوكرانيا                         | 49:19.5 | ميخالينا ليسوفا · المرشد [الإنجليزية]: أليكسي إيفانوف · الرياضيون البارالمبيون المحايدين | 52:29.2   |
| 15 كلمs           | وضعية الوقوف | إيكاترينا روميانتسيفا · الرياضيون البارالمبيون المحايدين       | 49:37.6 | Anna Milenina · الرياضيون البارالمبيون المحايدين                                         | 50:55.6 | ليودميلا لياشينكو · أوكرانيا                                                             | 51:06.6   |

### مسابقات الرجال
| المسابقة          | الفئة        | الذهبية                                                    | الذهبية | الفضية                                                             | الفضية  | البرونزية                                                      | البرونزية |
| ----------------- | ------------ | ---------------------------------------------------------- | ------- | ------------------------------------------------------------------ | ------- | -------------------------------------------------------------- | --------- |
| 1.1 كلم سباق سريع | وضعية الجلوس | آندي سول · الولايات المتحدة                                | 3:31.4  | دميتري لوبان · بيلاروس                                             | 3:31.4  | دانييل كنوسن · الولايات المتحدة                                | 3:31.8    |
| 1.5 كلم سباق سريع | ضعف البصر    | بريان ماكيفر · المرشد [الإنجليزية]: راسيل كينيدي ‏ · كندا   | 4:03.2  | زيباستيان مودين · المرشد [الإنجليزية]: روبن برينتسون · السويد      | 4:05.7  | أيريك باي · المرشد [الإنجليزية]: أرفيد نيلسون · النرويج        | 4:32.7    |
| 1.5 كلم سباق سريع | Standing     | الكسندر كوليادين · كازاخستان                               | 4:19.7  | يوشيهيرو نيتا · اليابان                                            | 4:20.5  | مارك أريندز · كندا                                             | 4:20.8    |
| 1.5 كلم سباق سريع | Standing     | الكسندر كوليادين · كازاخستان                               | 4:19.7  | يوشيهيرو نيتا · اليابان                                            | 4:20.5  | إلكا توميستو · فنلندا                                          | 4:20.8    |
| 7.5 كلمs          | وضعية الجلوس | سين إيوي هيون · كوريا الجنوبية                             | 22:28.4 | دانييل كنوسن · الولايات المتحدة                                    | 22:33.7 | ماكسيم ياروفي · أوكرانيا                                       | 22:39.9   |
| 10 كلمs           | ضعف البصر    | بريان ماكيفر · المرشد [الإنجليزية]: جراهام نيشيكاوا · كندا | 23:17.8 | جيك أديكوف · المرشد [الإنجليزية]: سوير كيسيلهيم · الولايات المتحدة | 24:31.3 | يوري هولوب · المرشد [الإنجليزية]: دميتري بودزيلوفيتش · بيلاروس | 24:37.1   |
| 10 كلمs           | وضعية الوقوف | يوشيهيرو نيتا · اليابان                                    | 24:06.8 | جريجوري فوفتشينسكي · أوكرانيا                                      | 24:15.5 | مارك أريندز · كندا                                             | 24:27.1   |
| 15 كلمs           | وضعية الجلوس | ماكسيم ياروفي · أوكرانيا                                   | 41:37.0 | دانييل كنوسن · الولايات المتحدة                                    | 42:20.7 | سين إيوي هيون · كوريا الجنوبية                                 | 42:28.9   |
| 20 كلمs           | ضعف البصر    | بريان ماكيفر · المرشد [الإنجليزية]: جراهام نيشيكاوا · كندا | 46:02.4 | يوري هولوب · المرشد [الإنجليزية]: دميتري بودزيلوفيتش · بيلاروس     | 47:07.5 | توماس كلاريون · المرشد [الإنجليزية]: أنطوان بوليت · فرنسا      | 47:24.4   |
| 20 كلمs           | وضعية الوقوف | ايغور ريبتيوخ · أوكرانيا                                   | 44:52.4 | بنيامين دافيت · فرنسا                                              | 46:48.9 | هاكون أولسرود · النرويج                                        | 47:10.6   |

### مسابقات التتابع
| المسابقة                   | الذهبية | الذهبية | الفضية                                                                                           | الفضية  | البرونزية                                                                        | البرونزية |
| -------------------------- | --- | ------- | ------------------------------------------------------------------------------------------------ | ------- | -------------------------------------------------------------------------------- | --------- |
| 4 x 2.5km سباق تتابع مختلط | أوكرانيا (UKR) · يوري أوتكين · المرشد [الإنجليزية]: رسلان بيريخوده · ليودميلا لياشينكو · يوليا باتنكوفا بومان ‏ · أوكسانا شيشكوفا · المرشد [الإنجليزية]: فيتالي كازاكوف | 24:31.9 | كندا (CAN) · ناتالي ويلكي · إيملي يونغ · كريس كليبل · مارك أريندز                                | 25:21.9 | ألمانيا (GER) · أندريا إسكاو · ستيفن ليمكر · الكسندر إهلر                        | 25:25.3   |
| 4 x 2.5km سباق تتابع مفتوح | فرنسا (FRA) · بنيامين دافيت · أنطوني شالينكون · المرشد [الإنجليزية]: سيمون فالفيردي · توماس كلاريون · المرشد [الإنجليزية]: أنطوان بوليت                                | 22:46.6 | النرويج (NOR) · نيلز-إريك أولسيت · هاكون أولسرود · أيريك باي · المرشد [الإنجليزية]: ارفيد نيلسون | 23:09.1 | كندا (CAN) · كولين كاميرون · براين ماكيكر · المرشد [الإنجليزية]: جراهام نيشيكاوا | 23:52.4   |

## وصلات خارجية
- كتاب النتائج الرسمية-التزلج الريفي